# Truyện hình sự Mỹ: Ám sát Gianni Versace
Truyện hình sự Mỹ: Ám sát Gianni Versace (tựa gốc: The Assassination of Gianni Versace: American Crime Story) là mùa phim thứ hai của chương trình các loạt phim hình sự ngắn American Crime Story của đài truyền hình FX. Mùa phim ra mắt ngày 17 tháng 1 năm 2018, và kéo dài 10 tập. Phim xoay quanh cái chết của tượng đài thời trang Gianni Versace và tên giết người hàng loạt đã bắn chết ông là Andrew Cunanan, dựa trên sách của Maureen Orth nhan đề Vulgar Favors: Andrew Cunanan, Gianni Versace, and the Largest Failed Manhunt in U. S. History.

## Vai chính
- Annaleigh Ashford vai Lizzie Cote
- Darren Criss vai Andrew Cunanan
- Penélope Cruz vai Donatella Versace
- Nico Evers-Swindell vai Phil Cote
- Max Greenfield
- Ricky Martin vai Antonio D'Amico
- Édgar Ramírez vai Gianni Versace
- Finn Wittrock vai Jeffrey Trail

## Nội dung
Mùa phim dài 10 tập. Tom Rob Smith biên kịch hai tập phim đầu tiên, và Ryan Murphy đạo diễn tập mở màn. Matt Bomer sẽ đạo diễn tập 8.